# Miguel Parelló
Miguel Parelló, né en 1674 à Palma de Majorque en Espagne et mort en 1730, est un sculpteur espagnol.

## Biographie
Miguel Parelló naît en 1674 à Palma de Majorque,,.
Il fait son apprentissage à Barcelone et la plupart de ses œuvres sont réalisées pour des couvents et des églises en Catalogne, mais beaucoup d'entre elles sont disparues après la suppression des ordres religieux. Néanmoins, parmi ses principales œuvres, on peut citer les figures qui décorent le retable de l'église de la Bisbal, les statues de la chapelle de Saint-Antoine du couvent franciscain de Berga et deux anges pour l'entrée du couvent des Servites de Barcelone.
Il est un praticien plutôt qu'un artiste d'une véritable valeur ; tel est, du moins, le jugement que porte sur lui Ceán Bermúdez.
Il meurt en 1730,.